# Marie d'Albret
Marie d'Albret (25 mars 1491  - 27 octobre 1549) est comtesse de Rethel à l'âge de neuf ans au décès de sa mère, et, à la mort de son père, comtesse de Dreux. Elle est l'épouse de Charles II de Clèves.

## Famille
Marie d'Albret naît au château de Cuffy, le 25 mars 1491, elle est la fille aînée de Jean d'Albret, seigneur d'Orval, gouverneur de Champagne (décédé le 10 mai 1524), et de Charlotte de Bourgogne, comtesse de Rethel (1472-1500). Elle a deux sœurs cadettes, Charlotte d'Albret, épouse d'Odet de Foix, comte de Comminges et Hélène d'Albret (16 juillet 1495-28 octobre 1519). Elle a deux demi-frères et sœurs illégitimes, Jacques d'Albret, évêque de Nevers, et Françoise d'Albret, abbesse de Notre-Dame de Nevers. 
Ses grands-parents paternels sont Arnaud Amanieu d'Albret, sire d'Orval (décédé en 1463) et Isabelle de La Tour d'Auvergne (décédée le 8 septembre 1488), fille de Bertrand V de La Tour, comte d'Auvergne et Boulogne et de Jacquette du Peschin. Ses grands-parents maternels sont Jean de Bourgogne, comte de Nevers et de Rethel et Paule de Brosse. L'arrière-arrière-arrière-grand-père paternel de Marie est Charles Ier d'Albret, connétable de France, tué lors de la bataille d'Azincourt en 1415. 
Marie devient comtesse de Rethel à l'âge de neuf ans à la mort de sa mère au château de Meillant.

## Mariage
Le 25 janvier 1504, Marie épouse son cousin, Charles II de Clèves, comte de Nevers († 17 août 1521), fils d'Engilbert de Clèves et de Charlotte de Bourbon-Vendôme. Par son mariage, elle devient comtesse de Nevers et d'Eu. Ensemble, Charles et Marie ont un fils : 
- François Ier de Nevers, duc de Nevers, comte de Rethel (2 septembre 1516-13 février 1561) ; le 19 janvier 1538 au Louvre, il épouse Marguerite de Bourbon-Vendôme (26 octobre 1516-20 octobre 1589), fille de Charles IV de Bourbon et de Françoise d'Alençon, avec qui il a six enfants dont Henriette de Nevers (31 octobre 1542-24 juin 1601), héritière du duché de Nevers et du comté de Rethel, qui épouse Louis IV de Gonzague-Nevers.

Marie devient veuve en 1521. En 1539, elle prend le titre de duchesse de Nevers, bien qu'en réalité son fils François soit le duc de jure. 
Le 27 octobre 1549, Marie meurt à l'hôtel de Nevers à Paris à l'âge de cinquante-huit ans. Son fils François lui succède comme comte de Rethel.